# Alireza Dabir
Alireza Dabir (Teherán, Irán, 16 de septiembre de 1977) es un deportista iraní especialista en lucha libre olímpica donde llegó a ser campeón olímpico en Sídney 2000.

## Carrera deportiva
En los Juegos Olímpicos de 2000 celebrados en Sídney ganó la medalla de oro en lucha libre olímpica de pesos de hasta 58 kg, por delante del luchador ucraniano Yevhen Buslovych (plata) y del estadounidense Terry Brands (bronce).